# Westinghouse J46
Il Westinghouse J46 era un motore aeronautico turbogetto dotato di postbruciatore sviluppato negli anni cinquanta per diversi aeroplani della United States Navy.

## Sviluppo e tecnica
Il J46 venne disegnato come versione ingrandita (di circa il 50%) e potenziata del motore J34, specificatamente progettata per l'F3D-2 Skyknight. Il programma di sviluppo, però, incontrò diversi problemi tra cui la scarsa affidabilità del propulsore e instabilità della combustione ad alta quota.
Il motore era costituito da 12 stadi di compressore assiale collegati da un singolo albero a due stadi di turbina. La camera di combustione era di tipo anulare. A valle della turbina il motore proseguiva con un postbruciatore ed un ugello a geometria variabile.

## Versioni
- J46-WE-3 - versione senza postbruciatore da 18,14 kN (4080 lbf) di spinta sviluppato inizialmente per il Douglas F3D Skyknight
- J46-WE-4 - versione senza postbruciatore da 20 kN (4500 lbf) di spinta
- J46-WE-8, -8A - installato sul F7U Cutlass, da 20,46 kN di spinta (27,13 kN con postbruciatore)
- J46-WE-12 - variante per l'idrocaccia F2Y Sea Dart. Era dotato di un spruzzatori di acqua dolce per rimuovere i depositi di sale dal motore al termine delle missioni.[5]
- J46-WE-18 - versione proposta (e mai costruita) da 27,1 kN, per equipaggiare l'A2U Cutlass (variante dell'F7U)[5]

## Velivoli utilizzatori
Stati Uniti
- Convair XF2Y-1 Sea Dart
- Vought F7U Cutlass

### Altre applicazioni
- Harvey Hustler - una barca disegnata per raggiungere velocità superiori a 275 mph[6]
- Wingfoot Express - un'auto progettata da Walt Arfon per battere il record di velocità[7]